# Eupatoire à feuilles de chanvre
Eupatorium cannabinum
Pour les articles homonymes, voir Chanvre d'eau.
Espèce
Classification phylogénétique
L'Eupatoire à feuilles de chanvre, le chanvre d'eau ou l'eupatoire chanvrine (Eupatorium cannabinum), est une espèce de plantes à fleurs de la famille des Astéracées. C'est une plante herbacée trouvée en Europe, Asie et Afrique du Nord.

## Étymologie et dénominations
Le terme " eupatoire " créé au XVe siècle, vient du latin impérial eupatoria (herba) identifié comme l'« Aigremoine eupatoire » ; le terme latin est lui-même emprunté au grec εὐπατόριον eupatôrion, à l'étymologie incertaine,.
D'après Gaston Bonnier, elle porte également le nom de « Pantagruélion aquatique » (héritant ainsi du nom donné par Rabelais à une plante proche du chanvre, citée à la fin du Tiers Livre).

## Description
L'eupatoire chanvrine est une grande plante herbacée vivace, de 60 cm à 1,50 m de haut, à tige dressée, simple ou rameuse, en général rougeâtre, pubérulente, poussant sur un court rhizome.
Les feuilles  opposées sont à 3-5 segments pétiolulés et ont une nervation pédalée, chaque segment est lancéolé et denté. Elles sont glanduleuses en dessous, rappelant celles du chanvre. Parfois, les feuilles supérieures sont simples, lancéolées et légèrement alternes.
Les inflorescences sont des racèmes corymbiformes de capitules, terminaux, compacts, en têtes pourprées aux fleurons blancs, rosés ou purpurins. La floraison a lieu à la fin de l'été, au début d'automne.
Les fruits sont des akènes avec le calice adhérent (cypselae) de 2-3 mm et une aigrette de 20-30 poils de 3-5 mm.

## Sous-espèces
- Eupatorium cannabinum L. subsp. cannabinum, des mégaphorbiaies planitiaires-collinéennes, eutrophiles
- Eupatorium cannabinum L. subsp. corsicum (Req. ex Loisel.) P. Fourn., des mégaphorbiaies subalpines, hygrophiles mésotrophiles, corso-sardes[6]

## Écologie
L'eupatoire chanvrine croît volontiers dans les zones humides, au bord de fossés, dans les marais, jusqu'à 1 700 mètres d'altitude, sur des sols riches. C'est une des plantes les plus caractéristiques des mégaphorbiaies.
On la trouve dans toute la France, en Europe, en Asie Mineure et en Afrique septentrionale.
Il s'agit d'une plante mellifère, particulièrement appréciée des papillons.

## Caractéristiques
Organes reproducteurs
- Type d'inflorescence: racème de capitules
- répartition des sexes:  hermaphrodite
- Type de pollinisation:  entomogame, autogame
- Période de floraison:  juillet à août

Graine
- Type de fruit:  akène
- Mode de dissémination:  anémochore

Habitat et répartition
- Habitat type: voir sous-espèces
- Aire de répartition: eurasiatique méridional

## Propriétés
La plante contient des polysaccharides immunologiquement actifs, des benzofuranes, des lactones sesquiterpéniques du groupe des germacranolides (eupatoriopicrine et dérivés voisins), des flavonoïdes, des stérols, des huiles essentielles (70 constituants identifiés mais avec des variations importantes suivant les lieux de récoltes) et des alcaloïdes pyrrolizidiniques
| Classe                       | Composés | Références           |
| ---------------------------- | --- | -------------------- |
| Huiles essentielles          | Germacrène D (27 %), germacrène B (12 %), valencène (10 %), β-caryophyllène (9 %), cypérone, α-phellandrène             | Mirza, Paolini       |
| Alcaloïdes pyrrolizidiniques | Echinatine, lycopsamine, intermédine, rindérine (feuilles), supinine (racines), viridiflorine, cynaustraline, amabiline | Bruneton, Edgar, Yan |
| Flavonoïdes                  | Hispiduline, pectolinarigénine, eupafoline, jaceosidine, centaureidine                                                  | Stevens              |

Une étude sur le Rat a mis en évidence des propriétés cholérétiques (facilitant la sécrétion de la bile) et hépatoprotectrices, à fortes doses, en accord avec la tradition populaire qui en fait une plante cholagogue.
Traditionnellement, la racine est reconnue comme douée de propriétés cholagogues et laxatives. La plante (feuilles, fleurs et racines) est recommandée pour pallier des troubles du foie ou des reins. Cependant, l'eupatoire contient des alcaloïdes pyrrolizidiniques, et présente donc une toxicité à forte dose ou en usage prolongé.
Une eupatoire chinoise proche, Eupatorium fortunei, est une plante médicinale importante de la pharmacopée traditionnelle. Elle est réputée traiter les refroidissements dus à la chaleur de l'été, les nausées et les troubles gastro-intestinaux.
Remarque : Les textes de l'Antiquité gréco-latine traitent d'une plante appelée « eupatorion » mais elle ne saurait être identifiée à aucune espèce du genre Eupatorium (famille des Astéracées) mais à l'aigremoine eupatoire.

## Entomofaune
L'entomofaune de l'eupatoire a été étudiée en 2016 dans l'Ouest de l'Hérault (Biterrois : Lopez, 2016) où ses inflorescences attirent essentiellement des lépidoptères, en particulier le Tabac d'Espagne (Argynnis paphia, Nymphalidae) et l'Écaille chinée (Euplagia quadripunctaria, Erebidae), ainsi que des diptères Syrphidae (Eristalis, Volucella, Milesia) et Tachinidae (Tachina grossa, Phorinae). Les PAs = alcaloïdes pyrrolizidines recueillis pourraient intervenir dans la biologie sexuelle du tabac d'Espagne et dans la protection de l'écaille chinée.

## Photos

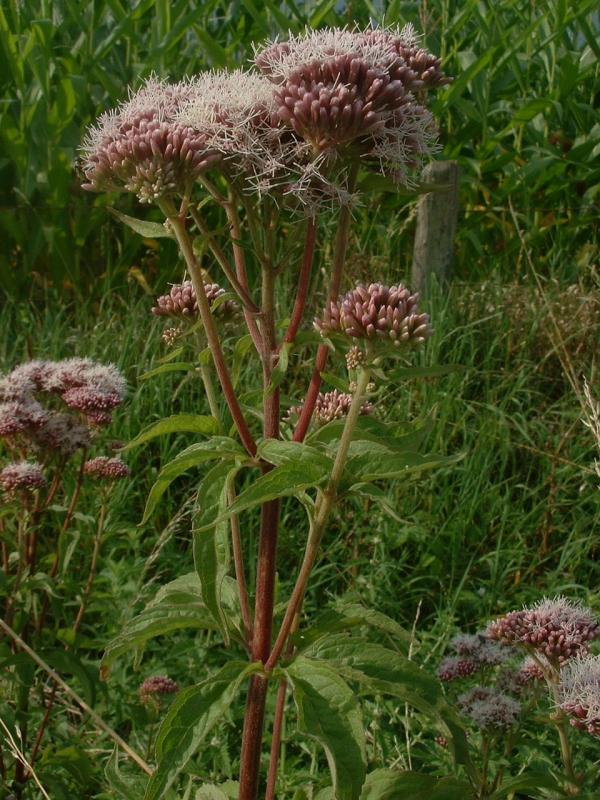
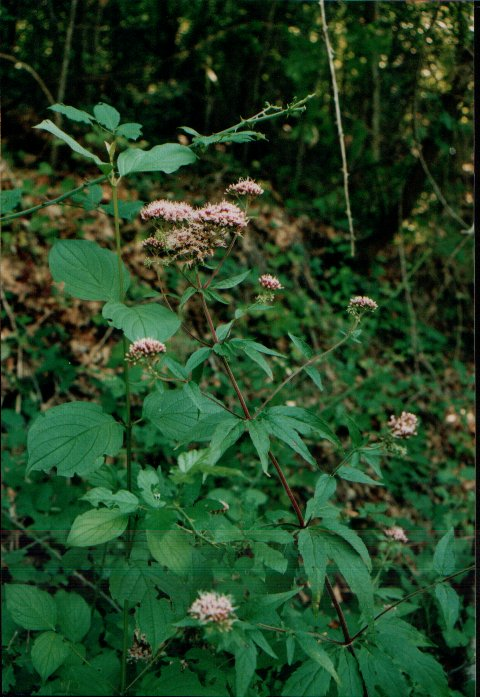
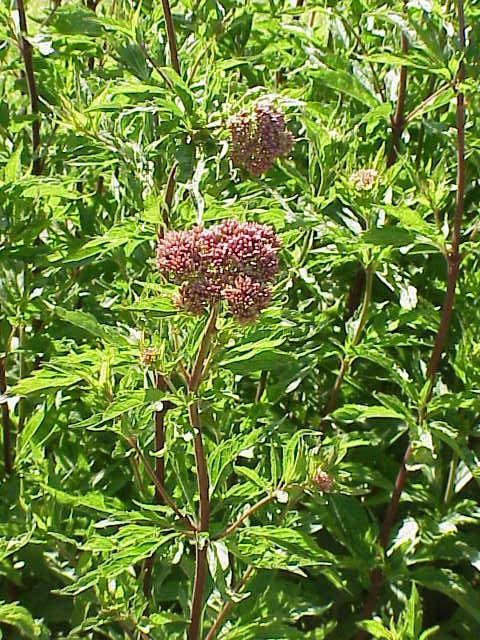
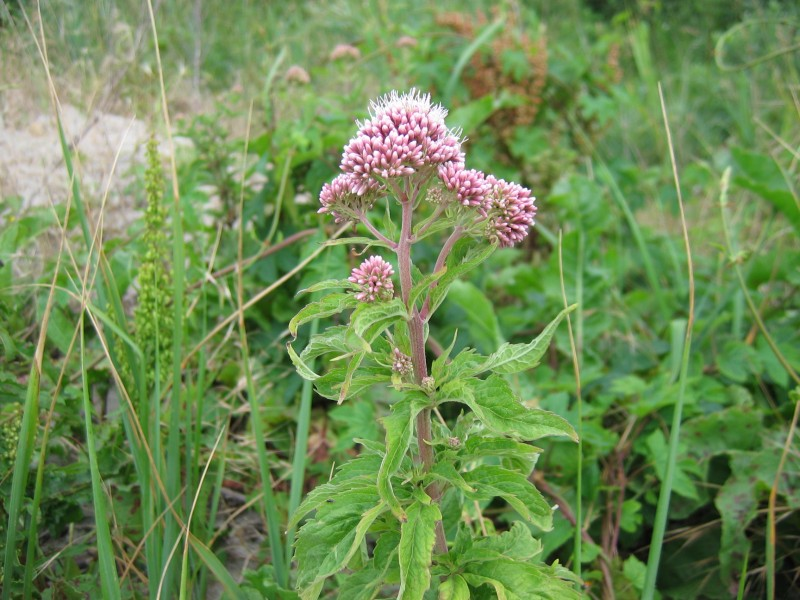
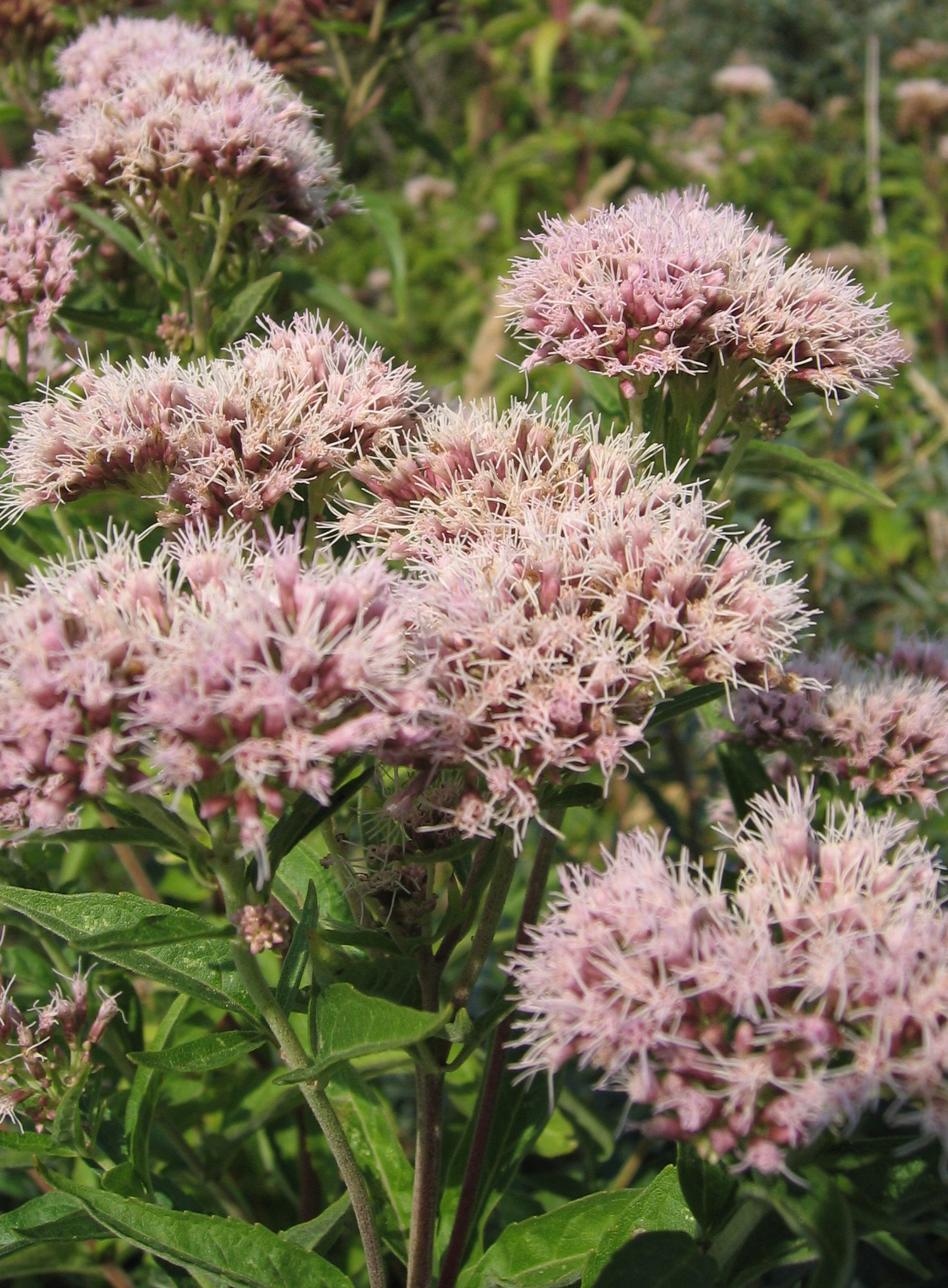
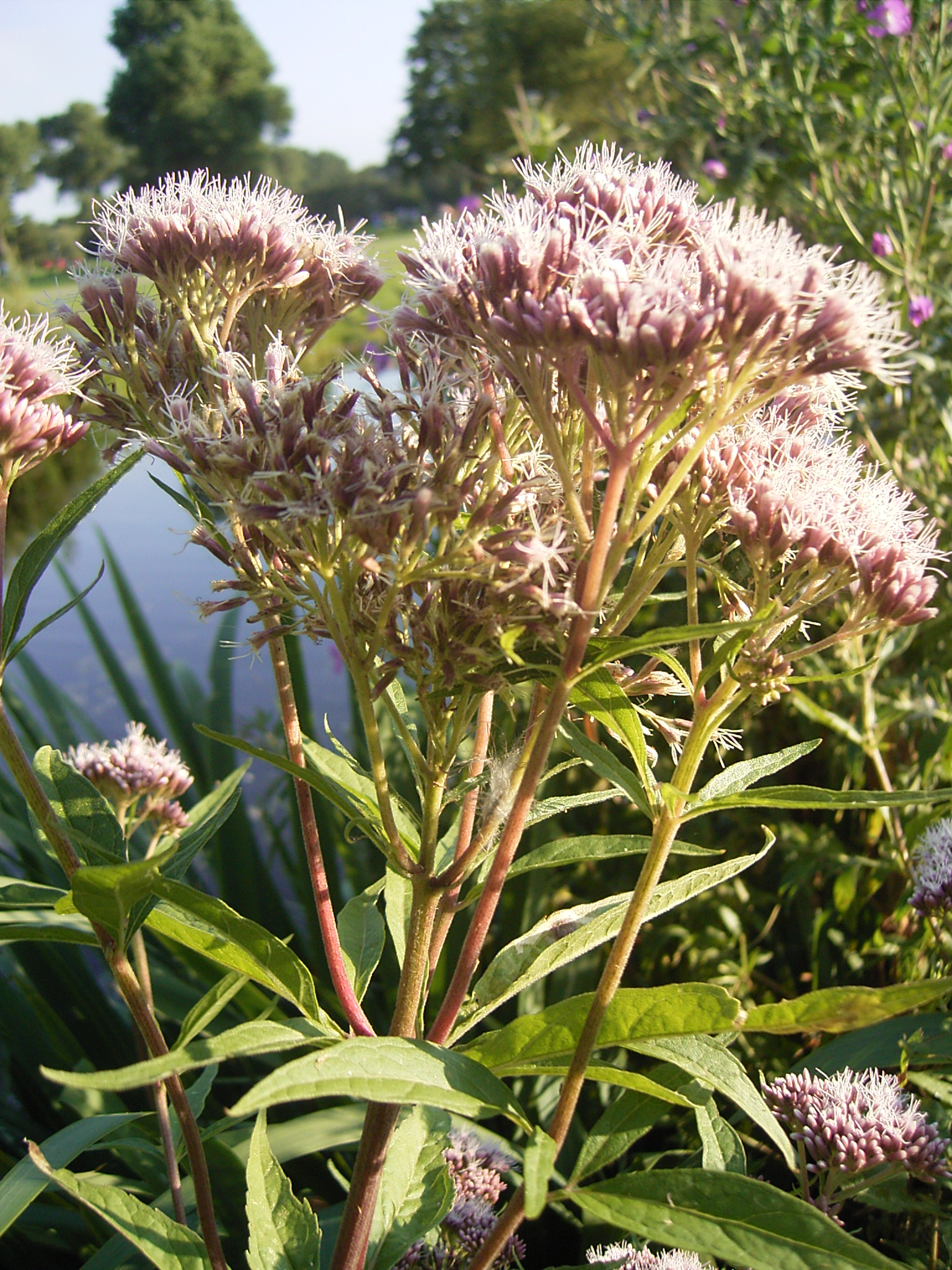
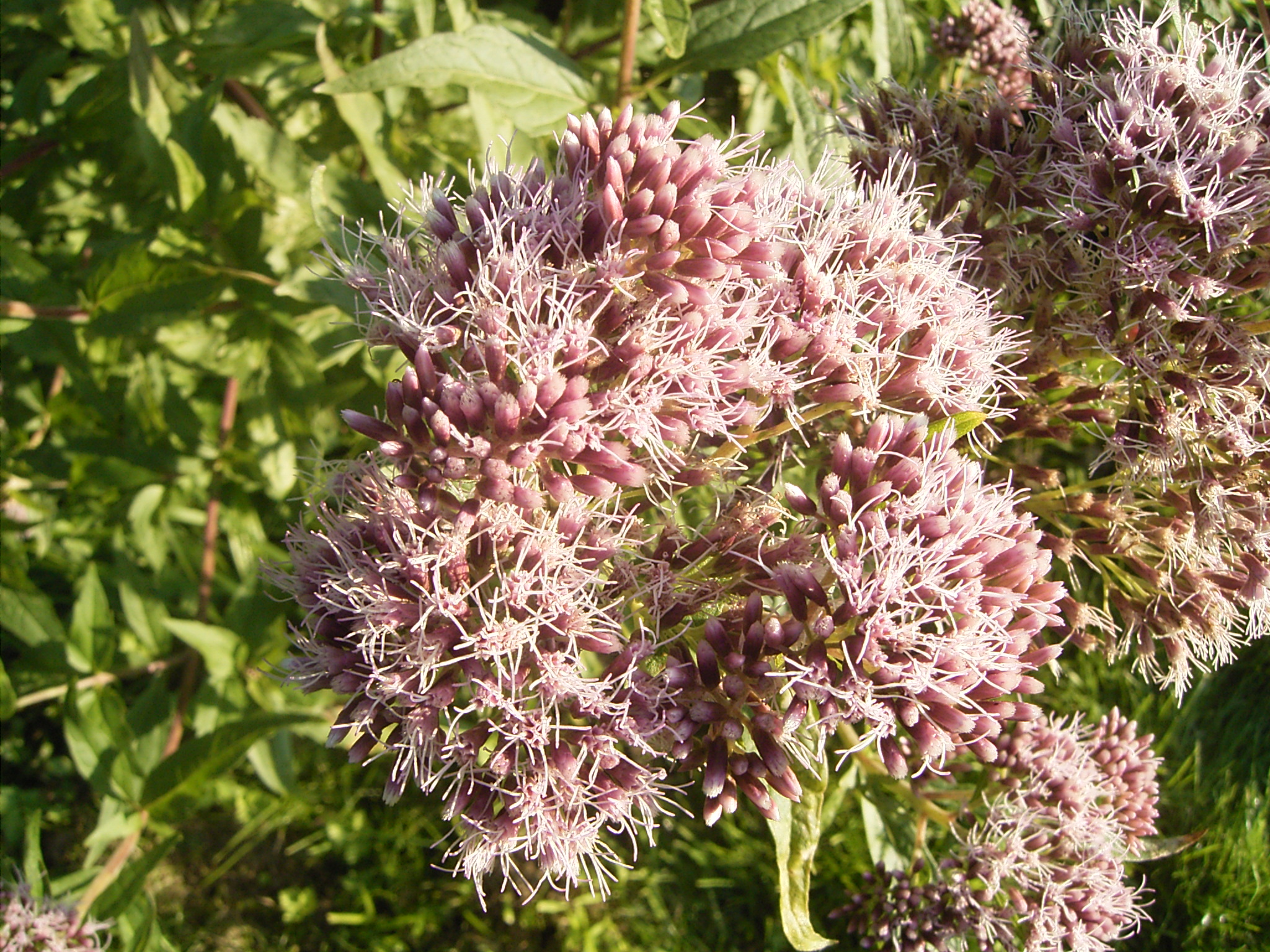
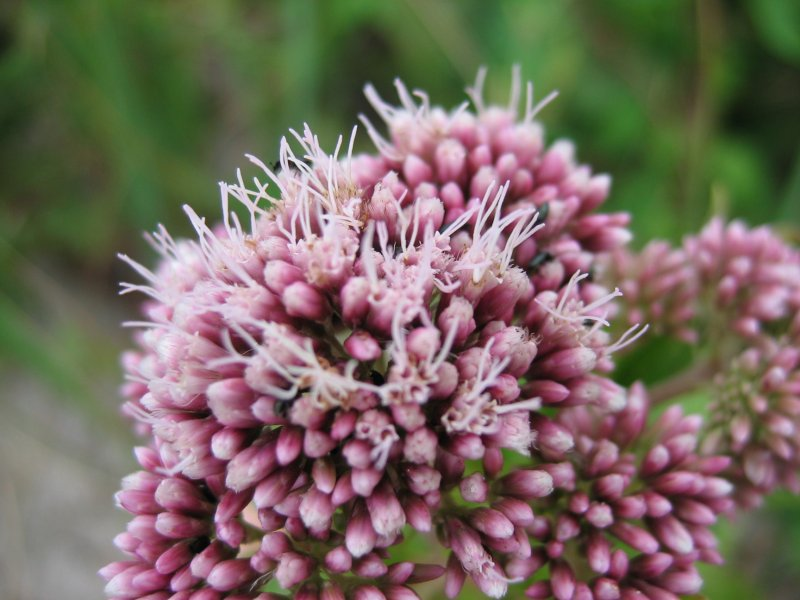
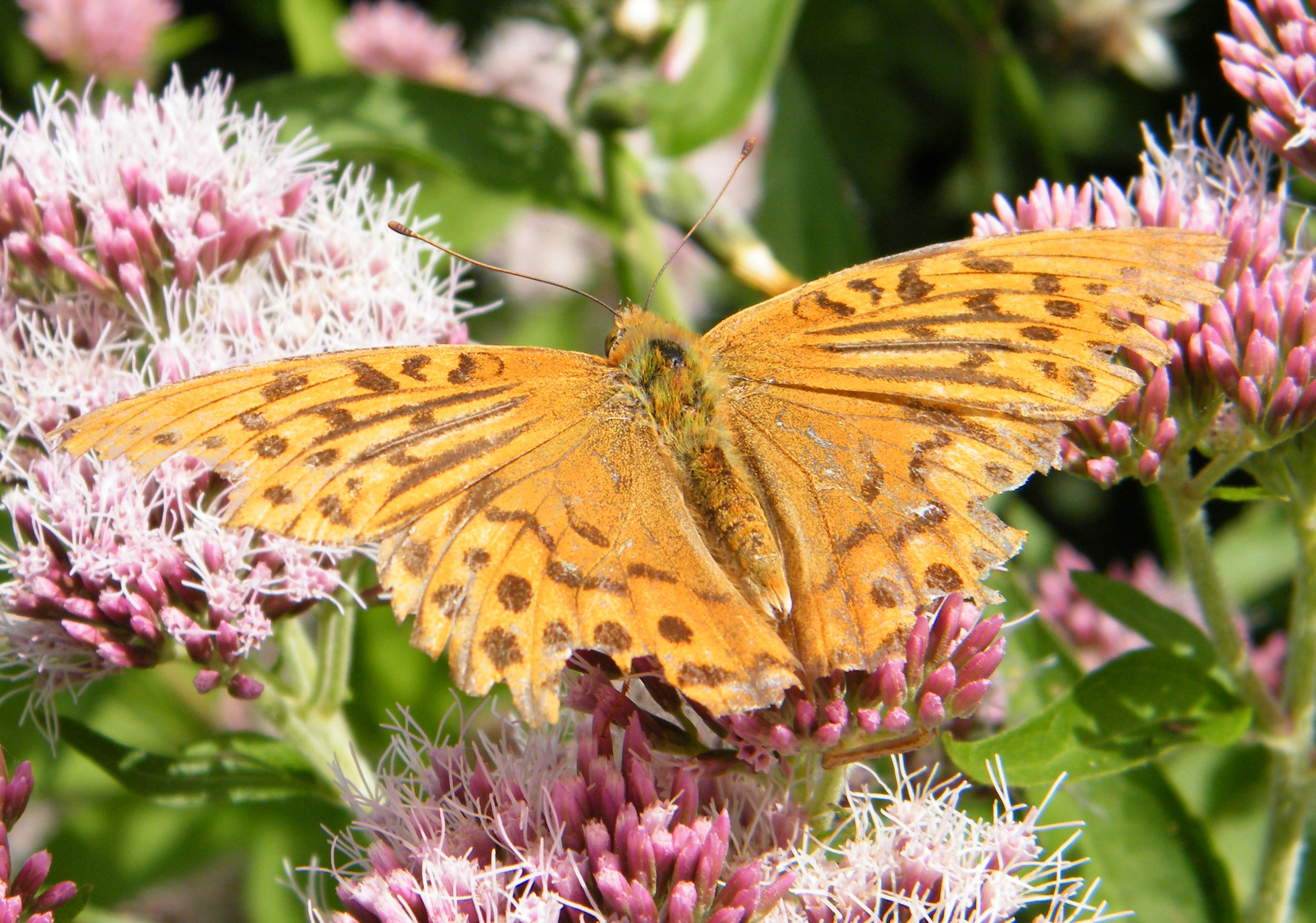
Tabac d'Espagne sur Eupatoire.
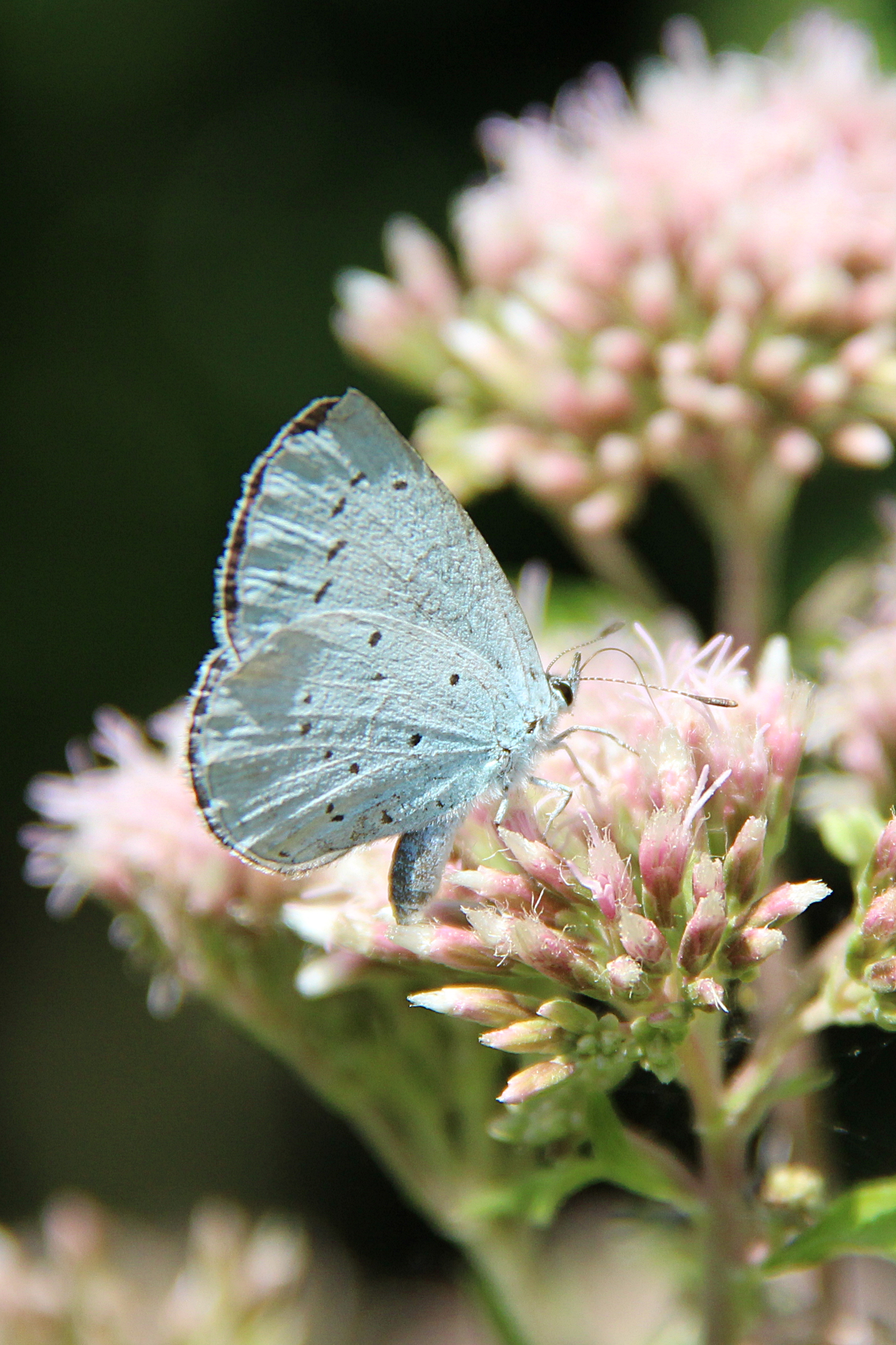
Azuré des nerpruns butinant une sommité fleurie d'Eupatoire à feuilles de chanvre.
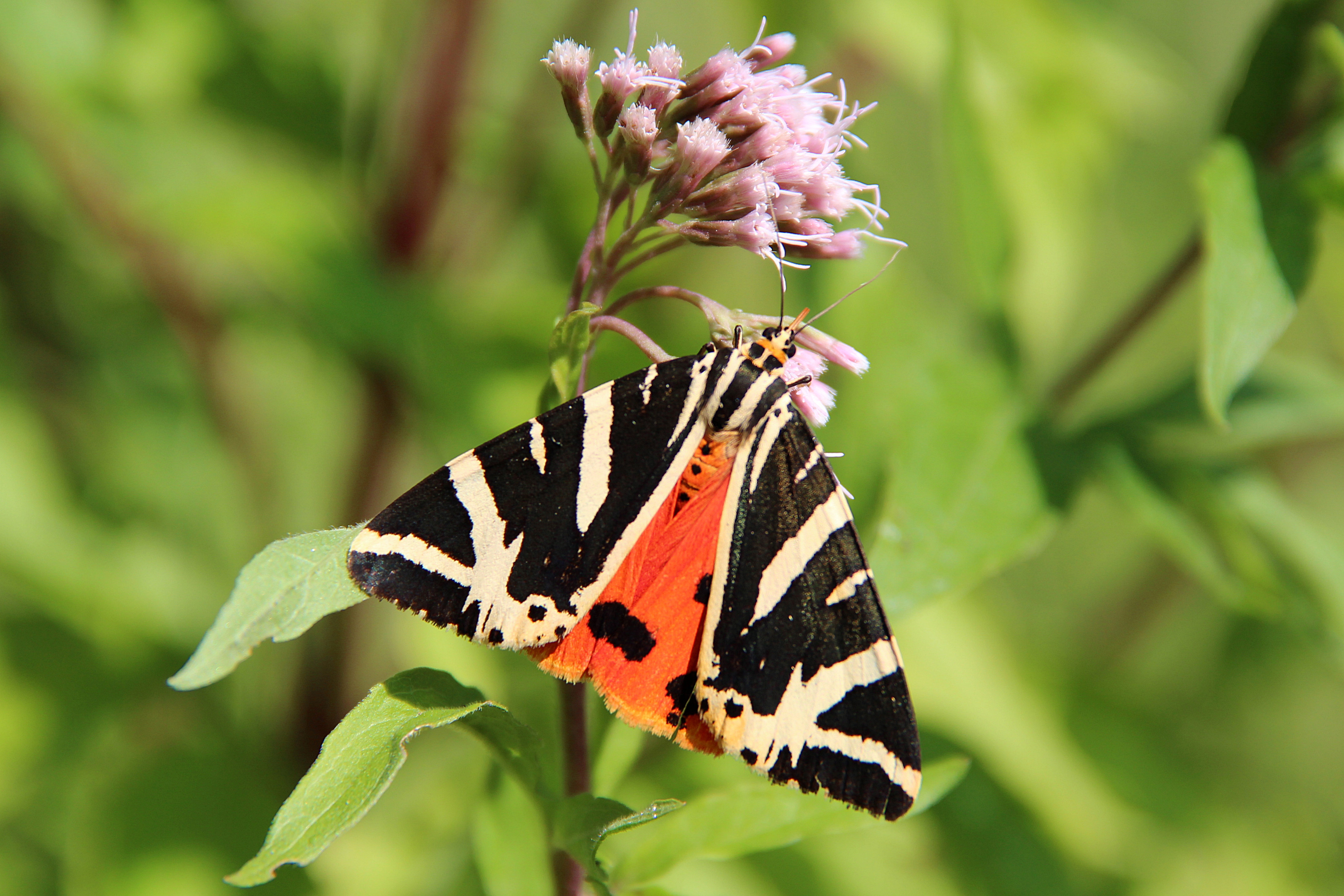
Écaille chinée butinant une sommité fleurie d'Eupatoire à feuilles de chanvre.